# Bucknall (Lincolnshire)
Pour les articles homonymes, voir Bucknall.
Bucknall est une paroisse civile et un village du Lincolnshire, en Angleterre.